# NGC 4789A
NGC 4789A is een onregelmatig sterrenstelsel in het sterrenbeeld Hoofdhaar. Het hemelobject werd op 6 april 1785 ontdekt door de Duits-Britse astronoom William Herschel.

## Synoniemen
- UGC 8024
- MCG 5-30-120
- DDO 154
- ZWG 159.109
- ZWG 160.4
- PGC 43869